# Irfan Smajlagić
Irfan "Pipe" Smajlagić (Banja Luka, 16 de outubro de 1961) é um ex-handebolista profissional croata, campeão olímpico em 1996. 
Irfan Smajlagić fez parte do elenco da Iugoslávia medalha de bronze de Seul 1988, jogando 5 partidas com 14 gols. Pela Croácia foi campeão olímpico em Atlanta em 1996, atuando em 6 partidas com 31 gols.

## Títulos
- Jogos Olímpicos:
  - Ouro: 1996
  - Bronze: 1988